# Pleurothallis titan
Pleurothallis titan är en orkidéart som beskrevs av Carlyle August Luer. Pleurothallis titan ingår i släktet Pleurothallis och familjen orkidéer. Inga underarter finns listade i Catalogue of Life.

## Bildgalleri

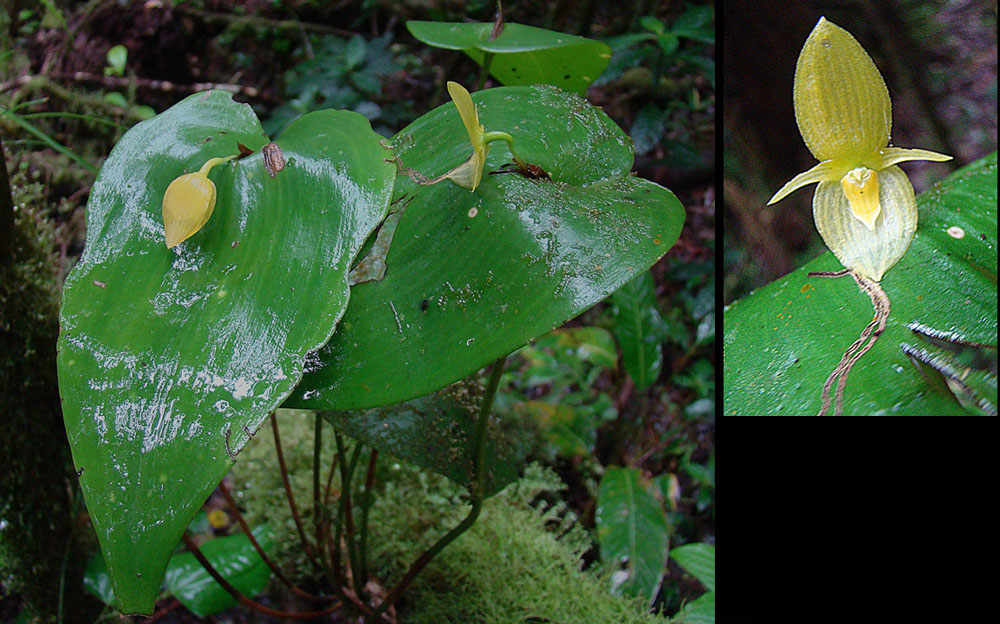
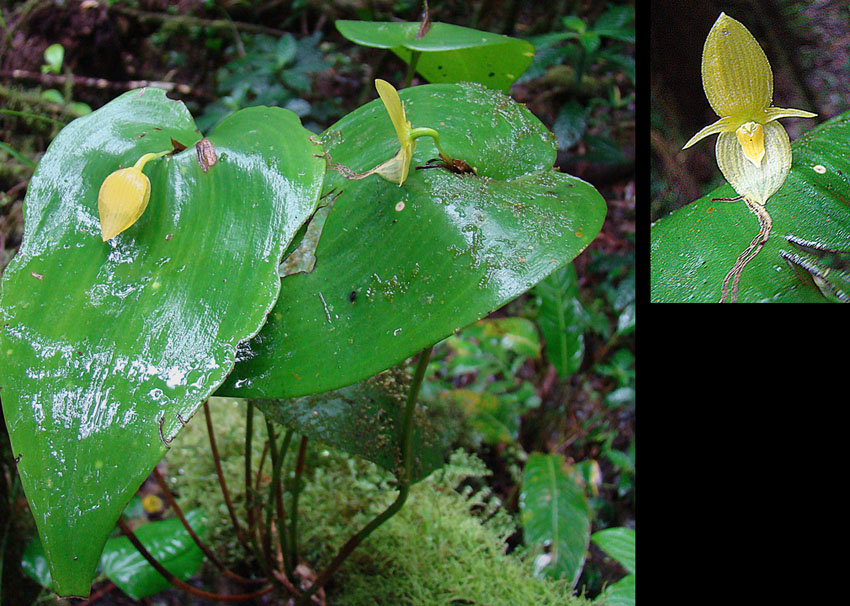